# Michal Hudec
Michal Hudec (* 23. října 1979, Bratislava) je bývalý slovenský hokejový obránce a trenér.

## Hráčská kariéra
S profesionálním hokejem začínal v rodném městě Bratislava, kde debutoval ve slovenské nejvyšší lize v sezóně 1997/98. V následující sezóně odehrál 3 zápasy v Bratislavě a poté byl poslán na hostování do nižší ligy do týmu HK Trnava. Po sezóně odešel do zámoří kde odehrál celou sezónu 1999/00 v lize USHL v týmu Waterloo Black Hawks se kterým postoupil do play off. Po sezóně se vrátil zpět do mateřského týmu se kterým hned dosáhl třetí místo v následujících sezónách pomohl vybojovat tituly mistra Slovnaft extraligy. Sezónu 2003/04 přestoupil do české nejvyšší ligy do týmu HC Vsetín kde se stal druhým nejlepším hráčem po Romanu Stantienovi ale za spor s trenérem Janem nelibou který ho posunul z 1 řady do 3 řady. Po sezóně se opět vrátil zpět do mateřského týmu se kterým vybojoval třetí titul. Na novou sezónu 2005/06 se dohodl na spolupráci s týmem HC Mountfield. V HC Mountfield odehrál pět sezón ve který se v sezóně 2007/08 pomohl vybojovat třetí místo a zahrál si s týmem v hokejové lize mistrů 2008/09. Na sezónu 2010/11 se vrátil na Slovensko kde se dohodl na spolupráci s týmem HC 05 Banská Bystrica kde působil do konce sezóny. 5. dubna 2011 podepsal dvouletou smlouvu s týmem HC Slovan Bratislava kde s hokejem začínal.

## Ocenění a úspěchy
- 2007 ČHL - Nejproduktivnější cizinec

## Prvenství
- Debut v ČHL - 12. září 2003 (HC Rabat Kladno proti Vsetínská hokejová)
- První gól v ČHL - 21. září 2003 (Vsetínská hokejová proti HC Chemopetrol Litvínov, českému brankáři Marku Pincovi)
- První asistence v ČHL - 21. září 2003 (Vsetínská hokejová proti HC Chemopetrol Litvínov)
- První hattrick v ČHL - 16. února 2007 (HC Sparta Praha proti HC Mountfield)

## Klubová statistika
| Sezóna       | Klub                           | Soutěž       |     | Základní část | Základní část | Základní část | Základní část | Základní část |   | Play off | Play off | Play off | Play off | Play off |
| Sezóna       | Klub                           | Soutěž       | Z   | G             | A             | B             | TM            | Z             | G | A        | B        | TM       |          |          |
| 1995/1996    | HC Slovan Bratislava           | SHL-dor.     | 43  | 21            | 19            | 40            | 32            | —             | — | —        | —        | —        |          |          |
| 1996/1997    | HC Slovan Bratislava           | SHL-jun.     | 45  | 5             | 16            | 21            | 12            | —             | — | —        | —        | —        |          |          |
| 1997/1998    | HC Slovan Bratislava           | SHL          | 1   | 0             | 0             | 0             | 0             | —             | — | —        | —        | —        |          |          |
| 1997/1998    | HC Slovan Bratislava           | SHL-jun.     | 52  | 34            | 36            | 70            | 82            | —             | — | —        | —        | —        |          |          |
| 1998/1999    | HC Slovan Bratislava           | SHL          | 3   | 0             | 0             | 0             | 0             | —             | — | —        | —        | —        |          |          |
| 1998/1999    | HC Slovan Bratislava           | SHL-jun.     | 32  | 18            | 20            | 38            | 56            | —             | — | —        | —        | —        |          |          |
| 1998/1999    | HK Trnava                      | 1.SHL        | 30  | 18            | 20            | 38            | —             | —             | — | —        | —        | —        |          |          |
| 1999/2000    | Waterloo Black Hawks           | USHL         | 54  | 22            | 25            | 47            | 130           | 4             | 1 | 2        | 3        | 4        |          |          |
| 2000/2001    | HC Slovan Bratislava           | SHL          | 40  | 9             | 12            | 21            | 51            | 3             | 1 | 1        | 2        | 2        |          |          |
| 2001/2002    | HC Slovan Bratislava           | SHL          | 46  | 9             | 5             | 14            | 38            | 17            | 2 | 2        | 4        | —        |          |          |
| 2002/2003    | HC Slovan Bratislava           | SHL          | 41  | 8             | 13            | 21            | 106           | 13            | 5 | 9        | 14       | 10       |          |          |
| 2003/2004    | HC Vsetín                      | ČHL          | 49  | 9             | 18            | 27            | 46            | —             | — | —        | —        | —        |          |          |
| 2004/2005    | HC Slovan Bratislava           | SHL          | 47  | 15            | 17            | 32            | 178           | 17            | 4 | 6        | 10       | 16       |          |          |
| 2005/2006    | HC České Budějovice            | ČHL          | 52  | 13            | 13            | 26            | 50            | 10            | 3 | 3        | 6        | 4        |          |          |
| 2006/2007    | HC Mountfield                  | ČHL          | 52  | 20            | 14            | 34            | 16            | 11            | 3 | 3        | 6        | 33       |          |          |
| 2007/2008    | HC Mountfield                  | ČHL          | 50  | 10            | 15            | 25            | 78            | 11            | 2 | 1        | 3        | 2        |          |          |
| 2008/2009    | HC Mountfield                  | ČHL          | 52  | 10            | 16            | 26            | 50            | —             | — | —        | —        | —        |          |          |
| 2009/2010    | HC Mountfield                  | ČHL          | 39  | 4             | 2             | 6             | 18            | 5             | 1 | 3        | 4        | 28       |          |          |
| 2010/2011    | HC 05 Banská Bystrica          | SHL          | 49  | 18            | 31            | 49            | 83            | 14            | 4 | 2        | 6        | 14       |          |          |
| 2011/2012    | HC Slovan Bratislava           | SHL          | 25  | 4             | 15            | 19            | 56            | 16            | 4 | 3        | 7        | 46       |          |          |
| 2012/2013    | HC 05 Banská Bystrica          | SHL          | 42  | 13            | 10            | 23            | 85            | 5             | 1 | 1        | 2        | 2        |          |          |
| 2013/2014    | HC 05 Banská Bystrica          | SHL          | 53  | 13            | 26            | 39            | 105           | 8             | 2 | 6        | 8        | 4        |          |          |
| 2014/2015    | HC 05 Banská Bystrica          | SHL          | 51  | 18            | 25            | 43            | 24            | 18            | 4 | 6        | 10       | 24       |          |          |
| 2015/2016    | HC ’05 iClinic Banská Bystrica | SHL          | 28  | 4             | 8             | 12            | 18            | —             | — | —        | —        | —        |          |          |
| 2015/2016    | HC Mikron Nové Zámky           | 1.SHL        | 16  | 5             | 14            | 19            | 36            | —             | — | —        | —        | —        |          |          |
| 2016/2017    | HC Mikron Nové Zámky           | SHL          | 44  | 7             | 15            | 22            | 30            | 5             | 0 | 3        | 3        | 4        |          |          |
| 2017/2018    | HC ’05 iClinic Banská Bystrica | SHL          | 1   | 0             | 0             | 0             | 0             | —             | — | —        | —        | —        |          |          |
| Celkem v ČHL | Celkem v ČHL                   | Celkem v ČHL | 294 | 66            | 78            | 144           | 258           | 37            | 9 | 10       | 19       | 67       |          |          |

## Turnaje v Česku
| Rok    | Tým           | Liga         | Z  | G | A | B | TM |
| ------ | ------------- | ------------ | -- | - | - | - | -- |
| 2003   | HC Vsetín     | Tipsport Cup | 4  | 0 | 2 | 2 | 10 |
| 2007   | HC Mountfield | Tipsport Cup | 7  | 3 | 0 | 3 | 4  |
| 2008   | HC Mountfield | Tipsport Cup | 4  | 0 | 1 | 1 | 12 |
| 2009   | HC Mountfield | Tipsport Cup | 3  | 0 | 0 | 0 | 0  |
| Celkem | Celkem        | Celkem       | 14 | 3 | 3 | 6 | 26 |

## Hokejová liga mistrů
| Rok       | Tým           | Liga   | Z | G | A | B | TM |
| --------- | ------------- | ------ | - | - | - | - | -- |
| 2008/2009 | HC Mountfield | LM     | 4 | 1 | 0 | 1 | 2  |
| Celkem    | Celkem        | Celkem | 4 | 1 | 0 | 1 | 2  |

## Reprezentace
| Rok         | Tým         | Soutěž      | Z | G | A | B | TM |
| ----------- | ----------- | ----------- | - | - | - | - | -- |
| 1999        | Slovensko   | MSJ         | 6 | 1 | 1 | 2 | 0  |
| 2006        | Slovensko   | MS          | 3 | 1 | 0 | 1 | 0  |
| Celkem v MS | Celkem v MS | Celkem v MS | 3 | 1 | 0 | 1 | 0  |